# Stenocypha jacksoni
Stenocypha jacksoni – gatunek ważki z rodziny Chlorocyphidae. Występuje w górach w Ugandzie, Rwandzie i wschodniej Demokratycznej Republice Konga.